# 주위상
주위상(走為上)은 “도망치는 것이 최상의 방법”이라는 뜻이다. 삼십육계 중 마지막인 제36계이다.

## 개요
승산이 전혀 없을 경우 전군을 물려 적을 피한다. 승리가 불가능하다고 인식할 때 퇴각하여 손해를 피하기 위해서는 지휘관이 냉정한 판단력을 잃지 않고 살아 있어야 한다.
적과 전투할 수 없는 상황에서는 항복하거나 정전을 구걸하거나 도주하는 것이 가능한 선택지인데, 항복은 완전한 패배이다. 일단 항복하고 나면 그 이후 적의 뜻대로 되어 버리며 자신은 할 수 있는 것이 없어지기 때문이다. 정전은 정전의 대가로 교환 조건을 지불해야 하기 때문에 절반 패배한 것이다. 그러나 도망하여 세력을 유지한다면 그것은 패배한 것이 아니며, 나중에 형세의 역전이 가능하다.

## 사례
남송의 장군 필재우의 군대가 금나라 군과 대치했는데, 금군은 나날이 병력이 증원되어 도저히 싸움을 걸어볼 수 없는 압도적인 인원 차이가 발생해 버렸다. 필재우는 물러날 것을 결정, 깃발을 진지에 남겨두고 양을 묶어 매달아 앞발 아래 북을 놓아 양이 발버둥을 치면 북소리가 울리도록 조작한 뒤, 전군을 후퇴시켰다. 금군은 북소리와 깃발이 그대로라 송군이 도망갔음을 며칠 동안 눈치채지 못했고, 뒤늦게 추격하려고 했을 때는 송군은 이미 멀어진 뒤였다.